# Župnija Ljubljana - Dravlje
Župnija Ljubljana - Dravlje (tudi Župnija Kristusovega učlovečenja) je rimskokatoliška župnija s sedežem v Dravljah. Župnija, ki je v upravljanju jezuitskega cerkvenega reda, spada pod dekanijo Ljubljana-Šentvid nadškofije Ljubljana.
Župnijska cerkev je cerkev Kristusovega učlovečenja.

## Zgodovina
Župnija je bila ustanovljena leta 1961, ko se je osamosvojila izpod župnije Ljubljana - Šentvid, še prej pa je bila del pražupnije sv. Petra v Ljubljani.

## Župnijske zgradbe
- cerkev Kristusovega učlovečenja (župnijska cerkev)
- cerkev sv. Roka (podružnična cerkev)
- jezuitska redovna hiša
- župnišče